# Suzaan van Biljon
Suzaan van Biljon (Bloemfontein, 26 aprile 1988) è una nuotatrice sudafricana.

## Carriera
Specializzata nella farfalla, ha vinto diversi titoli in carriera sia in vasca lunga che in vasca corta, trionfando a livello continentale e mondiale.

## Palmarès
- Mondiali in vasca corta

Shanghai 2006: argento nei 100m rana.
Manchester 2008: oro nei 200m rana e bronzo nei 100m rana.
- Campionati PanPacifici

Victoria 2006: oro nei 200m rana.
- Giochi del Commonwealth

Melbourne 2006: bronzo nei 200m rana.
- Giochi panafricani

Algeri 2007: oro nei 50m rana, nei 100m rana e nei 200m rana.
Maputo 2011: oro nella 4x100m sl e nella 4x100m misti e bronzo nei 50m sl.

## Riconoscimenti
- African Swimmer of the Year: 2006